# 주바이다 타르와트
주바이다 타르와트(아랍어: زبيدة ثروت, 영어: Zubaida Tharwat, 1940년 6월 15일 ~ 2016년 12월 13일)는 이집트의 배우이다. 이집트 고전 영화계에서 눈이 예쁜 배우로 유명했다.

## 소개
1940년 6월 15일 이집트 알레산드리아에서 태어났다. 아버지 아흐메드 타르와트는 해군 장교였다. 청소년 시절 이집트의 한 잡지에서 주최한 미인 대회에 나가 우승하면서 잡지에 실리게 됐다. 잡지를 통해 얼굴이 알려지면서 많은 관계자로부터 주목을 받았다. 알렉산드리아 대학교에서 법학을 전공했다. 1956년 영화 《달리라》(Dalila)를 통해 데뷔했다. 이후 오마 샤리프 등 수많은 유명 배우들과 작업을 하는 등 배우 생활을 하다가, 1980년 후반 연기를 그만둔다. 배우를 하는 동안 주바이다는 "아랍 영화계의 고양이", "매직 아이", "로맨스 퀸"으로 불렸다.

## 사생활
타르와트는 다섯 번 결혼했고, 두 번째 남편인 소피 파라하트와 슬하에 네 명의 딸을 뒀다.